# Sørøya (Bømlo)
Ne doit pas être confondu avec Sørøya.
Sørøya est une île norvégienne du comté de Hordaland appartenant administrativement à Bømlo.

## Description
Rocheuse et couverte d'arbres, elle s'étend sur environ 1,169 km de longueur pour une largeur approximative de 386 m. 